# Tío Grande
Tío Grande es un pueblo tradicional ubicado al suroeste del distrito de Sachaca, en la Provincia y departamento de Arequipa, Perú.
Limita con el distrito de Tiabaya (Pampas Nuevas y Micaela Bastidas).

## Historia
Según investigaciones históricas, se encuentra evidencia de la existencia del Curato de Tío alrededor del año 1770, (La Guía de Forasteros de 1834) que al parecer derivó del Curato de Tío Viejo, el que se encontraba en la misma zona, siendo el lugar donde se tienen las primeras referencias del distrito de Sachaca. Hay que destacar que Tío Grande, cuenta con un "hermano" el pueblo de Tío Chico, ubicado exactamente al frente de éste.

## Contexto geográfico
Tío Grande, se encuentra a una altitud de 2200 m s. n. m. aproximadamente, gozando con clima soleado la mayor parte del año, excepto los meses de verano, en los que llueve frecuentemente.
El relieve del pueblo es en mayoría plano, estando ubicado entre los cerros de Tío Chico y los de Tiabaya (San José, Santa Rita) lo que le provee de una barrera natural contra el viento, el mismo que se incrementa en los meses de invierno.
La temperatura promedio es de 22 °C en el día y de 10 °C en la noche, registrándose las temperaturas más bajas, en las primeras horas del día, entre los meses de mayo y agosto.

## Generalidades
Este pintoresco pueblo tradicional alberga en la actualidad a casi 100 familias, distribuidas en dos calles que lo atraviesan longitudinalmente (Kennedy, continuación de Sánchez Cerro y Espinar) y diversas calles transversales como Los Cipreces, Los Cerezos.
El Pueblo Tradicional de Tío grande; cuenta con un campo deportivo hasta la fecha de tierra que generalmente hacen uso los pobladores todos los domingos, es una tradición de hace muchos años.
Las casas son lugares apacibles, las mismas que cuentan, en su mayoría, con huertas rebosantes de cerezos, higueras, manzanos, membrillos, paltos y lúcumas.
La mayor parte de los pobladores tienen diversas actividades laborales fuera del pueblo, aunque la mayoría de los pobladores tienen en la agricultura su mayor fuente de sustento.
La fiesta en la que se reúne todo el pueblo, se celebra en la cuarta semana del mes de mayo, en la que se rinde culto a la imagen tutelar del pueblo: La Virgen de Fátima, la misma que está representada en una bella estatua de 50 cm de altura, ubicada en la capilla de Nuestra Señora de Fátima, la misma que se encuentra en el centro del pueblo.
Por recomendación de la Municipalidad Distrital de Sachaca, se realizó una reunión con el fin de escoger una fecha para el aniversario del pueblo, en la que los vecinos acordaron día 8 de octubre.

## Economía
La principal actividad económica de la zona es la agricultura y la ganadería, ya que se encuentra rodeada de campos de cultivo. Los principales productos agrícolas son Cebolla, Ajo, Perejil etc. los que son vendidos en los mercados locales o son llevados directamente a Lima debido a la reconocida calidad de los productos de estas tierras. También es de cultivo común la alfalfa y el maíz, sustento fundamental del ganado vacuno lechero. En la antigüedad, Tío Grande era reconocido por sus excelentes frambuesas, comercializadas envueltas en hojas de higuera, y por el dorado de sus campos de trigo; ambos cultivos están prácticamente desaparecidos del pueblo.